# Ендине Гаяно
Ѐндине Гая̀но (на италиански: Endine Gaiano; на ломбардски: Enden Gaià, Енден Гая) е община в Северна Италия, провинция Бергамо, регион Ломбардия. Административен център на общината е село Ендине (Endine), което е разположено на 382 m надморска височина. Населението на общината е 3472 души (към 2017 г.).